# کریستوفر لوتز
کریستوفر لوتز (آلمانی: Christopher Lutz) زادهٔ ۲۴ فوریهٔ ۱۹۷۱ ‏(۵۴ سال)، در غرب آلمان، یک استادبزرگ شطرنج آلمانی است. وی تا به حال ۲ بار عنوان قهرمانی شطرنج آلمان را تصاحب کرده‌است.

## پیشینه شطرنج
کریستوفر لوتز در سال ۱۹۷۱م، در غرب آلمان به دنیا آمد. در سال ۱۹۸۹م، در حالی که بیشتر از ۱۸ سال نداشت، موفق به کسب عنوان استاد بین‌المللی شطرنج شد. سه سال بعد در سال ۱۹۹۲م، عنوان استادبزرگ شطرنج به وی تعلق گرفت. در سال ۱۹۹۵م، کریستوفر برای اولین بار به قهرمانی شطرنج آلمان رسید و در سال ۲۰۰۱م، بار دیگر عنوان قهرمانی شطرنج آلمان را به خود اختصاص داد. همچنین وی در سال ۲۰۰۰م، در مسابقات بین‌المللی شطرنجی که در استانبول، برگزار شد، برای تیم آلمان بازی کرد و به همراه سایر اعضای تیم، مدال نقره را به دست آورد.
از اوایل سال ۲۰۰۶م، کریستوفر لوتز به عنوان مشاور یک برنامه ساخت رایانه شطرنج مشغول به کار شد و تا زمان توقف این برنامه در سال ۲۰۰۹م، به کار خود ادامه داد. دراین برنامه وی علاوه بر تمرکز برشیوه‌های  گشایش، روی موقعیت‌های فرضی نیز مشغول پژوهش بود.
در ماه مه سال ۲۰۱۸م، کریستوفر لوتز، با ۲۵۳۷ امتیاز در رده‌بندی الو در جایگاه نفر ۲۸ در شطرنج آلمان قرار داشت.

## زندگی شخصی
در تابستان سال ۲۰۰۶م، کریستوفر لوتز با آنکه لوتز (Anke Lutz) که یک استاد زن در رشته شطرنج است، ازدواج کرد. این زوج دارای ۲ فرزند دختر هستند.